# Rijksstad Schaffhausen
De Rijksstad Schaffhausen was een vrije rijksstad binnen het Heilige Roomse Rijk, die het gebied van het Zwitserse kanton Schaffhausen omvatte.
Schaffhausen wordt voor de eerste keer genoemd in 1045 onder de naam Scafhusun. In 1049 werd daar de abdij Allerheiligen gesticht door graaf Eberhard van Nellenburg. Onder de vleugels van de abdij ontwikkelde zich de stad Schaffhausen. In 1218 kwam de voogdij over klooster en stad onder keizer Frederik II aan het Heilige Roomse Rijk. Hiermee was de stad min of meer rijksvrij, maar het klooster hield bepaalde rechten in de stad, zoals de aanstelling van de schout tot 1407. In de strijd tussen keizer Frederik II en de paus stond de abdij aan de kant van de paus en de stad aan de kant van de keizer. 
In de dertiende eeuw oriënteerde de stad zich op Oostenrijk. In 1278 werden de inwoners vrijgesteld van vreemde gerechten, wat een volgende stap was in de ontwikkeling van de stadstaat. In 1312 sloot de stad een verbond met de rijkssteden Zürich, Konstanz en Sankt Gallen. Van 1330 tot 1415 was de stad verpand aan Habsburg en dus niet vrij. Onder keizer Sigismund werd de stad in 1415 weer rijksvrij. In 1451 kreeg de stad door een verdrag met Allerheiligen rechten in het wereldlijk gebied van het klooster: het Mundat. In 1454 werd de stad Zugewandte Ort van het Zwitsers Eedgenootschap.
In 1491 kreeg de stad de halsheerlijkheid in het Mundat en de dorpen Beringen, Löhningen en Siblingen. Verder werden rechten in Schleitheim en Beggingen van de Abdij van Reichenau verworven. Deze laatste dorpen kwamen in 1530 geheel onder het gezag van de stad. 
In 1501 werd de stad volledig lid van het Zwitsers Eedgenootschap. De heerlijkheid Neunkirch-Hallau werd in 1523 in bezit genomen, waarna het prinsbisdom Konstanz in 1525 afstand van zijn rechten deed. Dit was na het Mundat het tweede gebied dat volledig onder de landshoogheid van de stad viel. De reformatie werd in 1529 ingevoerd en betekende het einde van de abdij Allerheiligen en zijn politieke rechten. 
De Westfaalse Vrede van 1648 maakte de stad definitief onafhankelijk van het Heilige Roomse Rijk. In 1657 deed de graaf van Sulz afstand van zijn rechten in de dorpen die de stad in de Klettgau bezat. Hierdoor kwamen deze dorpen definitief bij Zwitserland. In 1723 kon de stad na lange onderhandelingen met Oostenrijk hetzelfde bereiken voor zijn dorpen in de Hegau. Daarentegen werden in 1722 de dorpen Grimmelhausen en Fützen verkocht aan de Abdij Sankt Blasien.